# كتاب النفس
كتاب النفس (اليونانية Περὶ Ψυχῆς) هي رسالة شهيرة كتبها أرسطو قبل حوالي 350 عام من الميلاد. على الرغم من أن العنوان هو الروح إلا أن المتناول في الطرح ليس الروحانية بل هو إذا صح الوصف أقرب لـ«علم النفس الحيوي» إذ يتناول موضوع علم النفس داخل الإطار الحيوي (علم الأحياء). نقاشه في الرسالة يركز على أنواع الأنفس التي تمتلكها أنواع مختلفة من الكائنات الحية والتي يتم تمييزها بعملياتها المختلفة. فالنباتات لها القدرة على التغذية والتكاثر وهو الحد الأدنى لما يجب أن يمتلكه أي نوع من الكائنات الحية. الحيوانات الأقل مرتبة تمتلك بالإضافة للحد الأدني قُدرات الإدراك الحسي والحركة الذاتية (الفعل). أما البشر فيملكون كافة هذه الأمور بالإضافة للفكر.

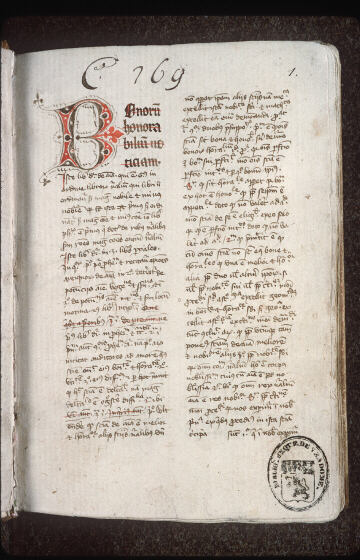
من كتاب لجان بوريدان حول الرسالة قرابة عام 1362.

أرسطو يرى أن الروح (ψυχή) هي «الشكل» أو «الجوهر» لأي شيء حي، وهي ليست مادة مُختلفة عن الجسم الذي يحويها. حيازة الروح (من نوع معين) هو ما يجعل الكائن الحي كائناً حياً من الأساس، وبالتالي فإن مفهوم الجسم بدون النفس أو النفس في نوع خاطئ من الإجسام هو أمر ببساطة «إشكالي» ولايمكن فهمه. (ويجادل بأن بعض أجزاء الروح — الفكر — يمكن أن تتواجد من دون الجسم، ولكن معظم الأجزاء لا يمكنها ذلك.) من الصعب الموافقة بين هذه النقاط عندما تكون الصورة الشائعة عن الروح أنها شيء معنوي روحاني «يسكن» في الجسم. بعض المعلقين[من؟] (ناقدي الرسائل الفلسفية) يعتقدون أن مصطلح «الروح» لأرسطوا يمكن ترجمته بشكل أفضل لـ «قوة الحياة».